# You Think
Singles de Girls' Generation
Lion Heart
(2015) Sailing (0805)
(2016)
You Think est une chanson du girl group sud-coréen Girls' Generation. Elle est sortie le 19 août 2015 comme troisième single du cinquième album studio du groupe, Lion Heart sous SM Entertainment.

## Clip vidéo
Le clip vidéo de You Think est mis en ligne le 19 août 2015. Celui-ci a d'ailleurs dépassé le million de vues en moins de neuf heures.
La chorégraphie a été élaborée par Kyle Hanagami.

## Classement
| Classement (2015)                  | Meilleure position |
| ---------------------------------- | ------------------ |
| Corée du Sud (Gaon)                | 30                 |
| US World Digital Songs (Billboard) | 3                  |